# Global File System
A Global File System, rövidítve a GFS egy fájlrendszer a Linux operációs rendszerekben.

## Jellemzése
A GFS és GFS2 abban különböznek az elosztott (distributed) fájlrendszerektől (mint például AFS, Coda, InterMezzo), hogy a GFS és GFS2 minden csomópont (node) számára közvetlen, konkurens hozzáférést tesz lehetővé ugyanazon osztott blokktároló eszközhöz. Ráadásul a GFS és GFS2 helyi fájlrendszerként is alkalmazhatóak.
A GFS nem rendelkezik csatlakozás nélküli üzemmóddal, és nincsenek kliens és szerver szerepkörök. Egy GFS klaszterben minden csomópont egyenrangú tagként (peer) viselkedik. A GFS alkalmazáse egy klaszterben megköveteli olyan hardver alkalmazását, mely lehetővé teszi az osztott tároló elérését, illetve olyan zárkezelőt, mely kezeli a tárolóeszközhöz történő hozzáféréseket. A zárkezelő egy külön modul, így a GFS és GFS2 használhatják a DLM -et (Distributed Lock Manager - Elosztott Zár Menedzser) klaszter kialakításához, vagy az "nlock" zárkezelő menedzsert helyi fájlrendszerekhez. A GFS régebbi verziói szintén támogatják a GLUM -ot, egy szerver alapú zárkezelőt, mely redundanciát biztosít.
A GFS és GFS2 ingyenes szoftverek, a GNU General Public License feltételeivel használhatóak.

## Külső hivatkozások
- Red Hat GFS Product Page
- Red Hat Cluster Suite and GFS Documentation Page
- GFS Project Page Archiválva 2006. március 15-i dátummal a Wayback Machine-ben
- DataCore's GFS Informations[halott link]
- OpenGFS Project Page
- The GFS2 development git tree[halott link]